# Lygus rolfsi
Lygus rolfsi är en insektsart som beskrevs av Knight 1941. Lygus rolfsi ingår i släktet Lygus och familjen ängsskinnbaggar. Inga underarter finns listade i Catalogue of Life.